# Весёлое (Гуляйпольский район)
Весёлое (укр. Веселе) — село,
Гуляйпольский городской совет,
Гуляйпольский район,
Запорожская область,
Украина.
Код КОАТУУ — 2321810101. Население по переписи 2001 года составляло 13 человек.
Население  в 2016 году составило 4 человека (два дома).

## Российско-Украинская война
В конце марта 2022 года ВСУ заняли данный населённый пункт под свой контроль

## Географическое положение
Село Весёлое находится на расстоянии в 1 км от села Зелёный Гай и в 4-х км от села Затишье.